# 達摩省一
達摩 省一（だるま せいいち、1936年10月 ‐ 2016年3月13日）は、日本の高校野球解説者、野球審判員、野球指導者。関西大学野球部で監督を務め、全日本大学野球選手権大会などでチームを優勝に導いた。

## 来歴
石川県金沢市に生まれ、大阪府で育つ。守口市立第三中学校で野球をはじめ、大阪府立寝屋川高等学校では右腕投手として活躍。在学中に甲子園出場はならなかった。
関西大学に進学して野球部に所属。村山実や上田利治と同期で、1956年の全日本大学野球選手権大会の優勝メンバーとなる。
大学卒業後は、大阪産業大学高等学校の教員となり、同校野球部監督にも就任。1962年に関西大学の事務職員に転じ、高校野球の審判員も務め、1965年から甲子園大会に携わるようになった。1967年に関西大学野球部監督に就任し、関西六大学野球リーグでは6年間12シーズンで8度の優勝を達成する。1968年のオフには、高校野球の審判として名前を知っていた神戸市立神港高等学校の山口高志を、市神港高校野球部監督で関西大学OBの高木太三朗との話し合いで関西大学への進学へと導く。山口が主戦投手となり、長沢和雄や山口円も擁した1972年には、春秋のリーグ戦、全日本大学野球選手権、明治神宮野球大会を制し、4冠を達成した。この時期達摩は村山実の所有するマンションに住んでおり、そこで山口高志を村山に引き合わせてもいる。
1973年には甲子園審判員に復帰。1979年8月16日の箕島対星稜延長18回では、三塁塁審を務めた。1982年に審判員を勇退するも日本高校野球連盟の評議員や技術・振興委員長などを歴任し、高校野球解説者も務めた。
2016年3月13日に大阪市内の病院で肝不全により死去（79歳没）。達摩自身の遺言により直後の公表は控えられ、日本高校野球連盟と関西大学野球部より4月18日に発表された。